# Rząd Heinricha Clam-Martinica
Rząd Heinricha Clam-Martinica – rząd austriacki, rządzący Cesarstwem Austriackim od 20 grudnia 1916 do 22 czerwca 1917.
Stojący na czele gabinetu hrabia Clam-Martinic (zm. 1932) w dniu inauguracji oświadczył:
Nie jestem Niemcem i muszę dodać od razu: nie jestem Czechem. Jestem dobrym Austriakiem.
W czasie sprawowania władzy próbował nakłonić Czechów do ustępstw względem Niemców.

## Skład rządu
- premier – Heinrich Clam-Martinic
- rolnictwo – Heinrich Clam-Martinic, Ernst Seidler von Feuchtenegg
- handel – Karl Urban
- wyznania i oświata – Max Hussarek von Heinlein
- finanse – Alexander Spitzmüller
- sprawy wewnętrzne – Erasmus von Handel
- sprawiedliwość – Josef Schenk
- roboty publiczne – Ottokar Trnka
- koleje – Zdenko von Forster zu Philippsberg
- obrona krajowa – Friedrich von Georgi
- minister bez teki (do spraw Galicji) – Michał Bobrzyński
- minister bez teki – Joseph Maria Baernreither